# Ravi Kumar
Pour les articles homonymes, voir Kumar.
Ravi Kumar Dahiya, né le 12 décembre 1997 dans le district de Sonipat, est un lutteur indien style libre dans la catégorie des poids coqs (-57 kg). Il a notamment remporté une médaille d'argent aux Jeux olympiques d'été de 2020 à Tokyo et champion d'Asien entre 2020 et 2022.